# Jakarta Challenger 2 1990
Il Jakarta Challenger 2 1990 è stato un torneo di tennis facente parte della categoria ATP Challenger Series nell'ambito dell'ATP Challenger Series 1990. Il montepremi del torneo era di $25 000 e si è svolto nella settimana tra il 6 agosto e il 12 agosto 1990 su campi in cemento. Il torneo si è giocato a Giacarta in Indonesia.

## Vincitori

### Singolare
Mark Keil ha sconfitto in finale  Scott Patridge con il punteggio di 6–4, 6–2.

### Doppio
Mike Briggs /  David Harkness hanno sconfitto in finale  Suharyadi Suharyadi /  Bing-Chao Lin con il punteggio di 6–2, 7–6.